# Shutter (アルバム)
『Shutter』（シャッター）は、日本のシンガーソングライター・川嶋あいの7枚目のオリジナルアルバム。2014年6月25日にTSUBASA RECORDS（販売元はソニー・ミュージックマーケティング）からリリースされた。

## 解説
前作『One song』からちょうど1年（52週間）ぶりのアルバム。シングル曲「空はここにある」を含む全10曲を収録。
本作は、ブロガーのはあちゅう（伊藤春香）がコンセプトを提供しており、そのコンセプトを元に川嶋が曲を制作している。
アルバムは初回生産限定盤と通常盤の2形態でリリース。初回生産限定盤には、撮り下ろし写真を収録したフォトブックレットと、はあちゅうの書き下ろしによる小説が付属する。

## 収録曲
| 全作詞・作曲: 川嶋あい。 |                                                                                |           |            |              |      |
| #                        | タイトル                                                                       | 作詞      | 作曲・編曲 | 備考         | 時間 |
| 1.                       | 「Hero」                                                                       | 川嶋あい  | 川嶋あい   |              | 4:19 |
| 2.                       | 「空はここにある」(TBS系 『噂の!東京マガジン』2014年1-3月期エンディングテーマ) | 川嶋あい  | 川嶋あい   | 22ndシングル | 5:10 |
| 3.                       | 「好き」                                                                       | 川嶋あい  | 川嶋あい   |              | 4:46 |
| 4.                       | 「Dear my friend」                                                             | 川嶋あい  | 川嶋あい   |              | 5:28 |
| 5.                       | 「ずるい人」                                                                   | 川嶋あい  | 川嶋あい   |              | 4:33 |
| 6.                       | 「秘密」                                                                       | 川嶋あい  | 川嶋あい   |              | 4:29 |
| 7.                       | 「Take it easy」                                                               | 川嶋あい  | 川嶋あい   |              | 4:34 |
| 8.                       | 「一凛」                                                                       | 川嶋あい  | 川嶋あい   |              | 5:05 |
| 9.                       | 「ハレルヤ」                                                                   | 川嶋あい  | 川嶋あい   |              | 5:14 |
| 10.                      | 「gift」                                                                       | 川嶋あい  | 川嶋あい   |              | 4:59 |
| 合計時間:                | 合計時間:                                                                      | 合計時間: | 48:41      |              |      |